# Mezzana Mortigliengo
Mezzana Mortigliengo est une commune italienne de la province de Biella, dans la région Piémont.

## Administration
| Période                                  | Période | Identité      | Étiquette    | Qualité |
| ---------------------------------------- | ------- | ------------- | ------------ | ------- |
| 2012                                     |         | Alfio Serafia | Lista civica | Maire   |
| Les données manquantes sont à compléter. |         |               |              |         |

### Hameaux
Bonda, Cereie, Fangazio, Mino, Mondalforno, Montaldo, Ramazio, Sant'Antonio Mina Mazza, Sola, Ubertino

### Communes limitrophes
Casapinta, Curino, Soprana, Strona, Trivero